# Prhati (Barban)
 Prhati  (olaszul: Percati) falu Horvátországban, Isztria megyében. Közigazgatásilag Barbanhoz tartozik.

## Fekvése
Az Isztria délkeleti részén, Pólától 28 km-re északkeletre, községközpontjáról 4 km-re északnyugatra fekszik.

## Története
Területe a 952 és 1209 közötti időszakban az Isztria német hűbérurak uralma alatt volt. 1209-ben a Barbanština az aquilei pátriárka fennhatósága alá került, később 13. században a pazini grófság hűbérbirtoka volt. 1374-ben az utolsó pazini gróf halála után Habsburg uralom alá került. 1797-től 1813-ig francia uralom alatt állt, közben 1805-ben az Isztriával együtt a napóleoni Olasz Királyság része lett. A francia uralom több változást is hozott az isztriai települések életében, melyek közül a legfontosabb a hűbéri viszonyok megszüntetése, az egyházi befolyás csökkentése és a települések önállóságának növekedése voltak. Napóleon bukása után a bécsi kongresszus az Isztriát Ausztriához csatolta és egészen 1918-ig osztrák uralom alatt állt. A falunak 1857-ben 632, 1910-ben 138 lakosa volt. Az első világháború után Olaszországhoz került. Az Isztria az 1943-as olasz kapituláció után szabadult meg az olasz uralomtól. A második világháború után Jugoszlávia, majd Jugoszlávia felbomlása után 1991-ben a független Horvátország része lett. 2011-ben a falunak 142 lakosa volt.

## Nevezetességei
- A Kisboldogasszony tiszteletére szentelt temploma 1587-ben épült, 1742-ben bővítették és három barokk márványoltárt kapott. 1831-ben és 1926-ban renoválták. A templom padozatában öt alakos és feliratos sírkőlap van elhelyezve. Négyszög alaprajzú, egyhajós épület, homlokzata felett nyitott kétablakos harangépítménnyel. A templomot körítőfallal körülvett temető övezi.
- A Gubavica településrész Szent Margit tiszteletére szentelt temploma[3] faragott kövekből épült a 14. században gótikus stílusban. Egyhajós épület, téglalap alaprajzzal, belső apszissal, homlokzata felett egy harang számára kialakított harangdúccal. Az egyszerű homlokzatot egy félköríves, befelé csúcsíves bejárati nyílás, valamint két négyszögletes ablak tagolja. Az apszis belső részén freskómaradványok láthatók, amelyek stílusjellemzőik szerint a 15. század végére vagy a 16. század elejére datálhatók.

## Lakosság
| Lakosság változása | Lakosság változása | Lakosság változása | Lakosság változása | Lakosság változása | Lakosság változása | Lakosság változása | Lakosság változása | Lakosság változása | Lakosság változása | Lakosság változása | Lakosság változása | Lakosság változása | Lakosság változása | Lakosság változása | Lakosság változása |
| ------------------ | ------------------ | ------------------ | ------------------ | ------------------ | ------------------ | ------------------ | ------------------ | ------------------ | ------------------ | ------------------ | ------------------ | ------------------ | ------------------ | ------------------ | ------------------ |
| 1857               | 1869               | 1880               | 1890               | 1900               | 1910               | 1921               | 1931               | 1948               | 1953               | 1961               | 1971               | 1981               | 1991               | 2001               | 2011               |
| 632                | 781                | 115                | 104                | 96                 | 138                | 1055               | 513                | 155                | 160                | 134                | 143                | 167                | 141                | 157                | 142                |